# Jorge Díaz
Jorge Díaz Gutiérrez (Rosário, 20 de fevereiro de 1930 — Santiago, 13 de março de 2007) foi um arquiteto, pintor e dramaturgo chileno-argentino. Nascido na Argentina, filho de imigrantes espanhóis, viveu entre o Chile e a Espanha.

## Biografia
Com mais de noventa obras teatrais, é um dos mais destacados membros da geração de 50. Começou a trabalhar no teatro chile nos finais da década de 1950, vinculando-se ao grupo "Ictus". Trabalhou primeiro como cenógrafo, para logo dar o salto para dramaturgo, labor que seria reconhecimento como um dos mais influentes na cena teatral chilena e espanhola da segunda metade do século XX. Em 1957, havia estreado sem êxito, um dos seus primeiros textos, Manuel Rodríguez.
As suas primeiras obras reconhecidas foram El cepillo de dientes, El velero de la botella e  El lugar donde mueren los mamíferos.
À sua chegada a Espanha, na década de 1960, participou nuna generacão de autores que viviam o teatro a partir de uma perspectiva global, ou seja, participando desde a criação da obra até à sua realização, direcção, cenografia... Tratava-se de uma geração comprometida com a situação social e política.
Dentre as obras que criou nessa década e na seguinte encontram-se El pirata de hojalata, Rascatripa, La barraca de Jipi-Japa, Cuentos para armar entre todos e Rinconete y Cortadillo.
Faleceu em Santiago, Chile, aos 77 anos de idade.

## Prémios
Entre os muitos reconhecimentos que obteve contam-se:
- Premio Nacional de las Artes de la Comunicación y Audiovisuales, em 1993
- Premio Antonio Buero Vallejo de Guadalajara, em 1992
- Premio de Teatro Centenario de la Caja de Ahorros de Badajoz, em 1989
- segundo lugar no Cuarto Concurso de Dramaturgia Eugenio Dittborn, outorgado pela Escuela de Teatro de la Universidad Católica, pela sua obra Fragmentos de alguien, em 1987
- Premio Palencia de Teatro (España), em 1980.